# Palácio Rucellai

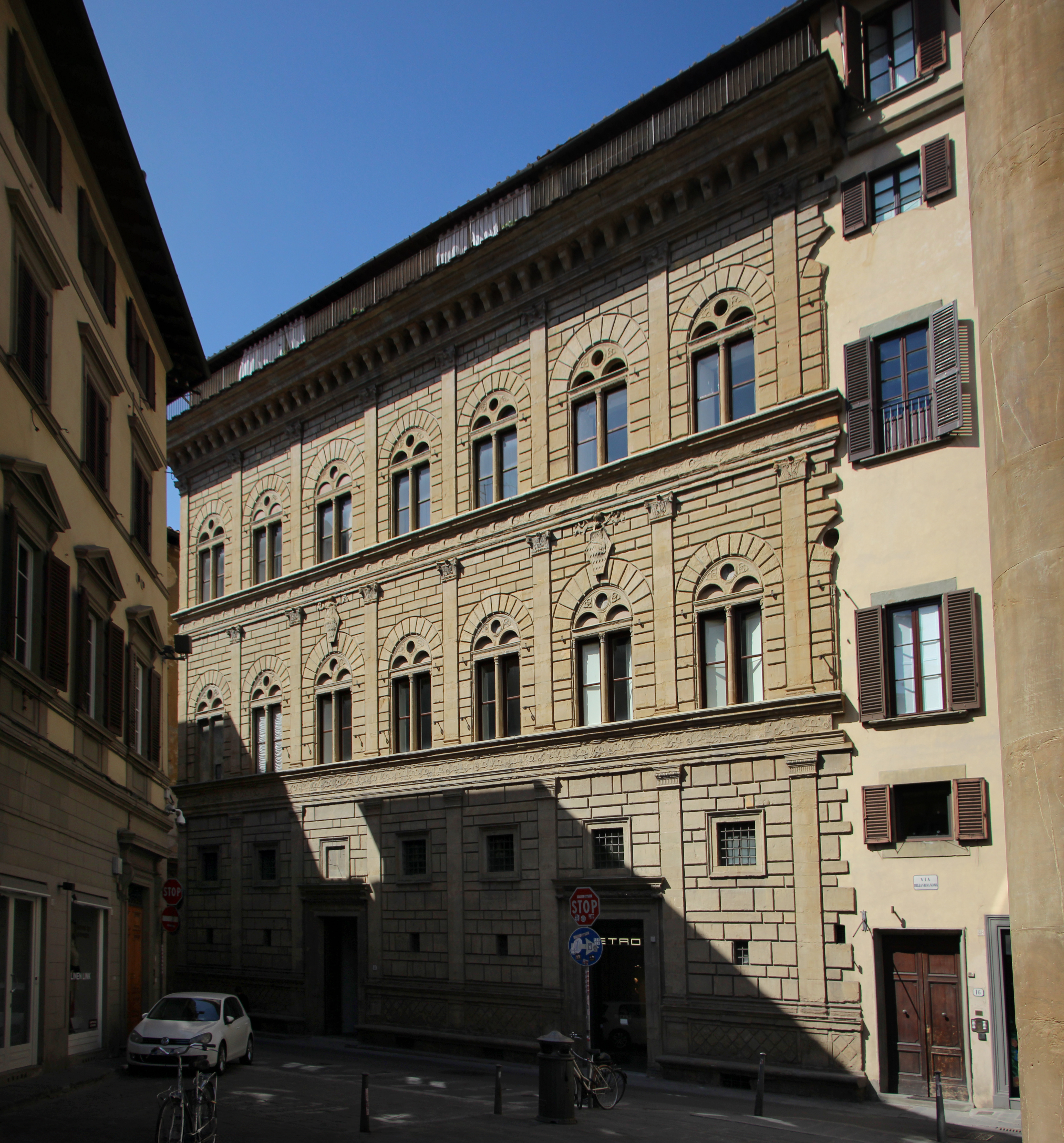
Fachada do Palácio Rucellai.

O Palácio Rucellai (Palazzo Rucellai), em Florença, é um exemplo típico da arquitectura quatrocentista desta cidade, situando-se na Via della Vigna Nuova nº 18.

## História
O palácio foi construído, entre 1446 e 1451, por Bernardo Rossellino, segundo desenho de Leon Battista Alberti, com a fachada concluída quando quase todos os ambientes internos estavam acabados, em 1465. Foi encomendado por Giovanni Rucellai, um proeminente membro da família Rucellai, ricos tintoreiros de tecidos.
Leon Battista Alberti realizou uma obra prima de estilo e sobriedade, e diz-se que projectou este palácio quase como ilustração do seu manual De Re Aedificatoria ("Sobre arquitectura"), de 1452, onde se explica que a arquitectura deve impor-se mais pelo prestígio das proporções do que pela demonstração de beleza e fausto. Rossellino não se limitou a executar planos, mas causou um aumento das dimensões originais.
O palácio ainda pertence à família Rucellai. Na década de 1990 foi sede do Museu da História da Fotografia Fratelli Alinari (Museo di Storia della Fotografia Fratelli Alinari).

## Arquitetura

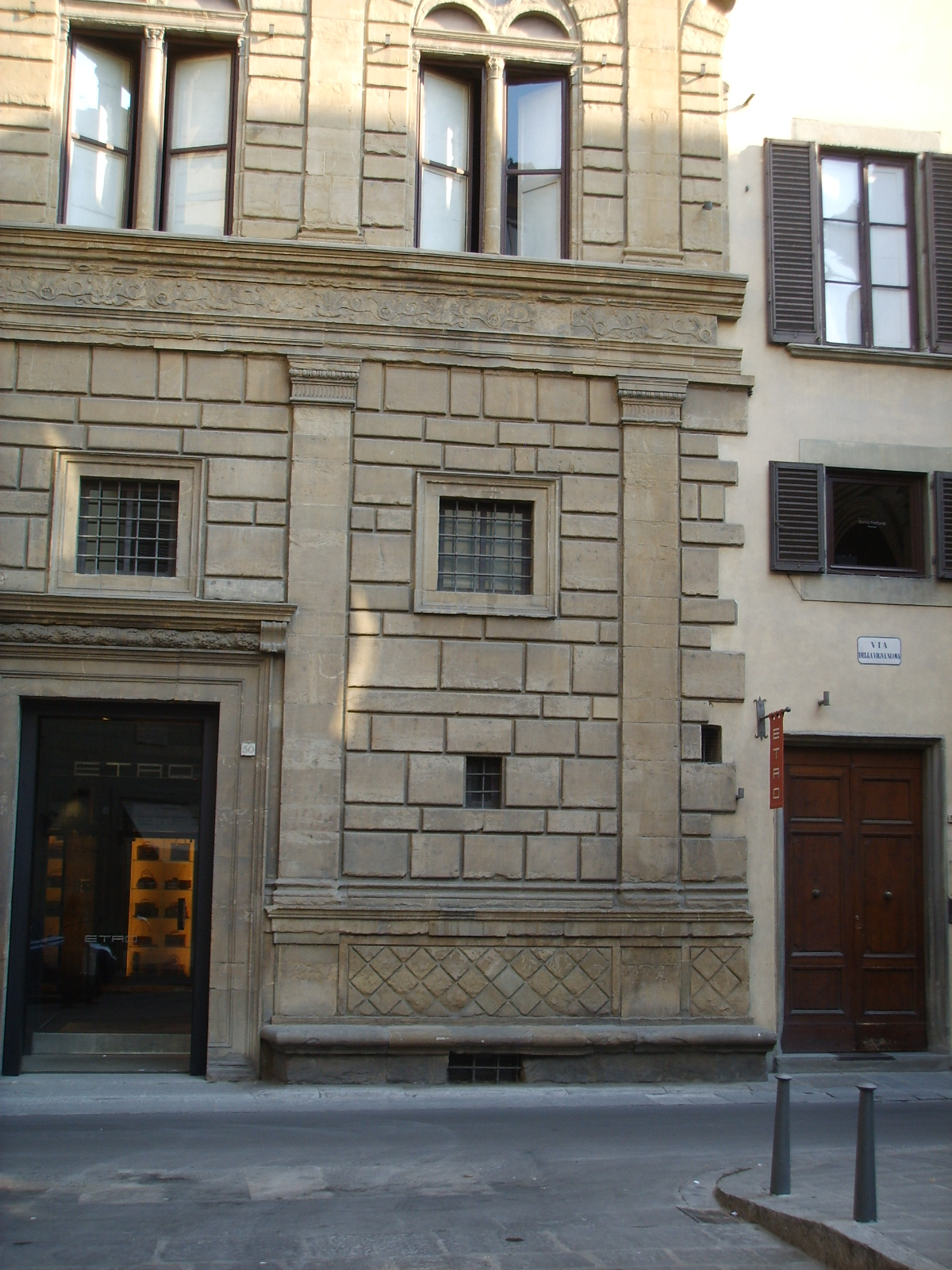
Detalhe da ordem arquitectónica do andar térreo.

A fachada, com um colmeado de pietraforte uniforme e plano, é subdividida horizontalmente por  entablamentos com uma complexidade cada vez maior e mais finamente decorados em direcção ao alto, na qual os motivos decorativos formais de uma correcta ordem clássica foram substituídos pelos brasões dos Rucellai. No andar térreo, lesenas de ordem toscana dividem a superfície em espaços onde se abrem dois portais (na origem era só um, mas foi duplicado simetricamente quando o palácio e a fachada foram redobrados). Os encaixes onde foram colocadas as portas são muito mais amplos que os outros e são, por outro lado, marcados com os mesmos escudos elegantemente esculpidos das janelas do primeiro andar. Frente ao palácio existe um banco de rua, um outro elemento com utilidade prática para quem passa, que criava uma espécie de base plana para o próprio edifício, como se se tratasse de um estilobate. O espaldar do banco reproduz o motivo da opus reticulatum (obra reticulada) romana. 

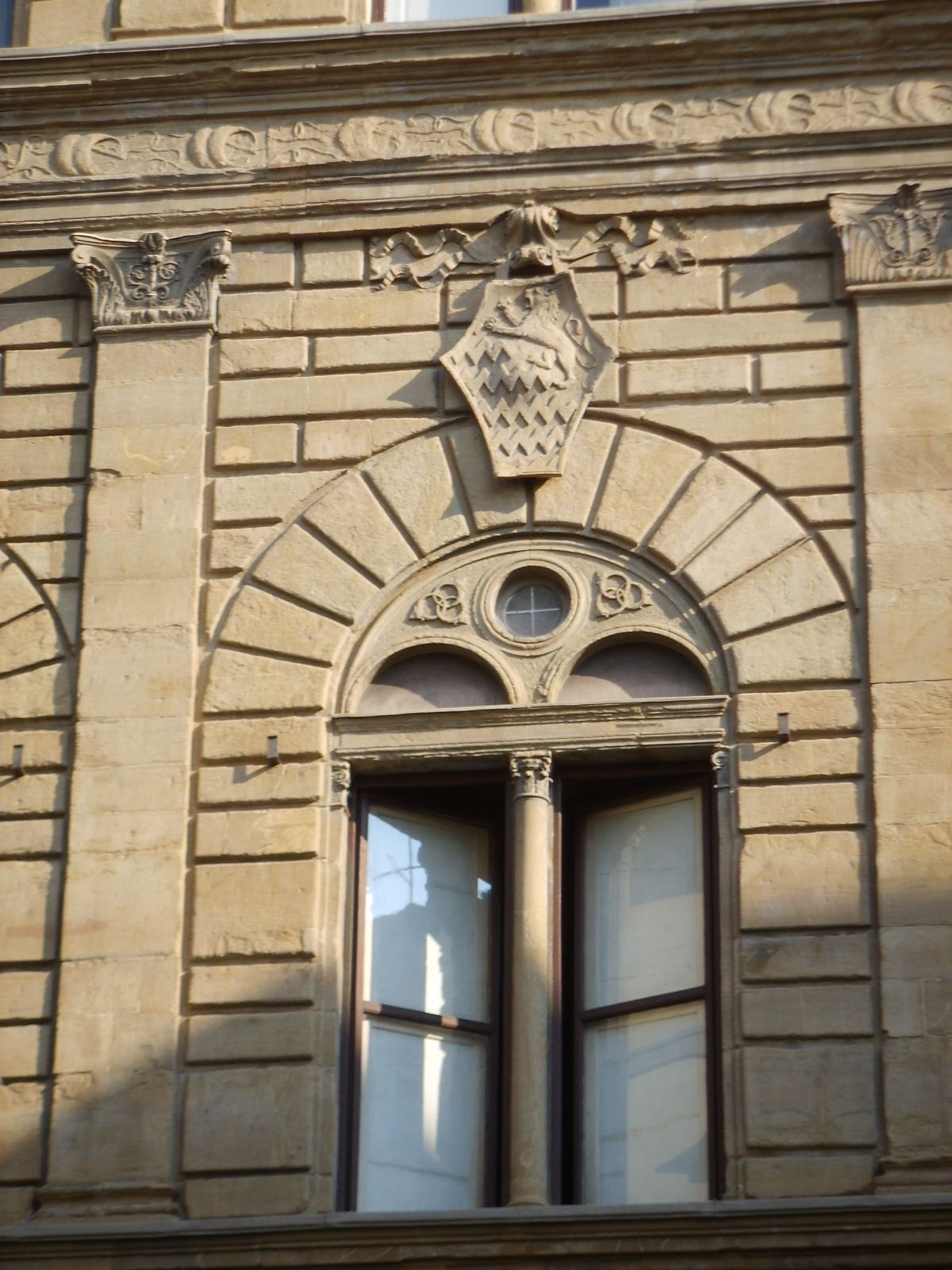
Detalhe da ordem arquitectónica do primeiro andar.

No primeiro andar (piano nobile) lesenas do tipo coríntio, de forma pouco rica, e no último andar, lesenas do mesmo tipo mais simples e precisas, alternam-se com janelas, modeladas por arcos de volta completa e colunas bíforas. As três ordens sugerem muito claramente a estrutura do Coliseu de Roma. Também o colmeado é inspirado na arquitectura romana, como é o caso das bases imitando o opus reticulatum. 
A parte superior do palácio está coroada por uma cornija pouco saliente, apoiada por mísulas, atrás da qual está escondida uma loggietta ornada por pinturas monocromáticas do século XV, algumas atribuídas ao círculo de Paolo Uccello. O friso do piso térreo contém as insígnias da família Rucellai: três penas numa argola, as velas infladas pelo vento e o escudo familiar, que também aparece nos escudos acima das portas. 
O estilo do palácio constitui um ponto de partida para toda a arquitectura das residências civis do Renascimento, sendo seguido por Bernardo Rossellino, aluno de  Leon Battista Alberti, na execução do Palazzo Piccolomini em Pienza, e inspirando, especialmente, Michelozzo na realização do Palazzo Medici Riccardi, o qual se tornou num verdadeiro cânone para todos os outros grandes palácios florentinos, como o Palazzo Strozzi, o Palazzo Antinori ou o núcleo antigo do Palazzo Pitti.

Detalhes da fachada fotografados por Paolo Monti, 1972
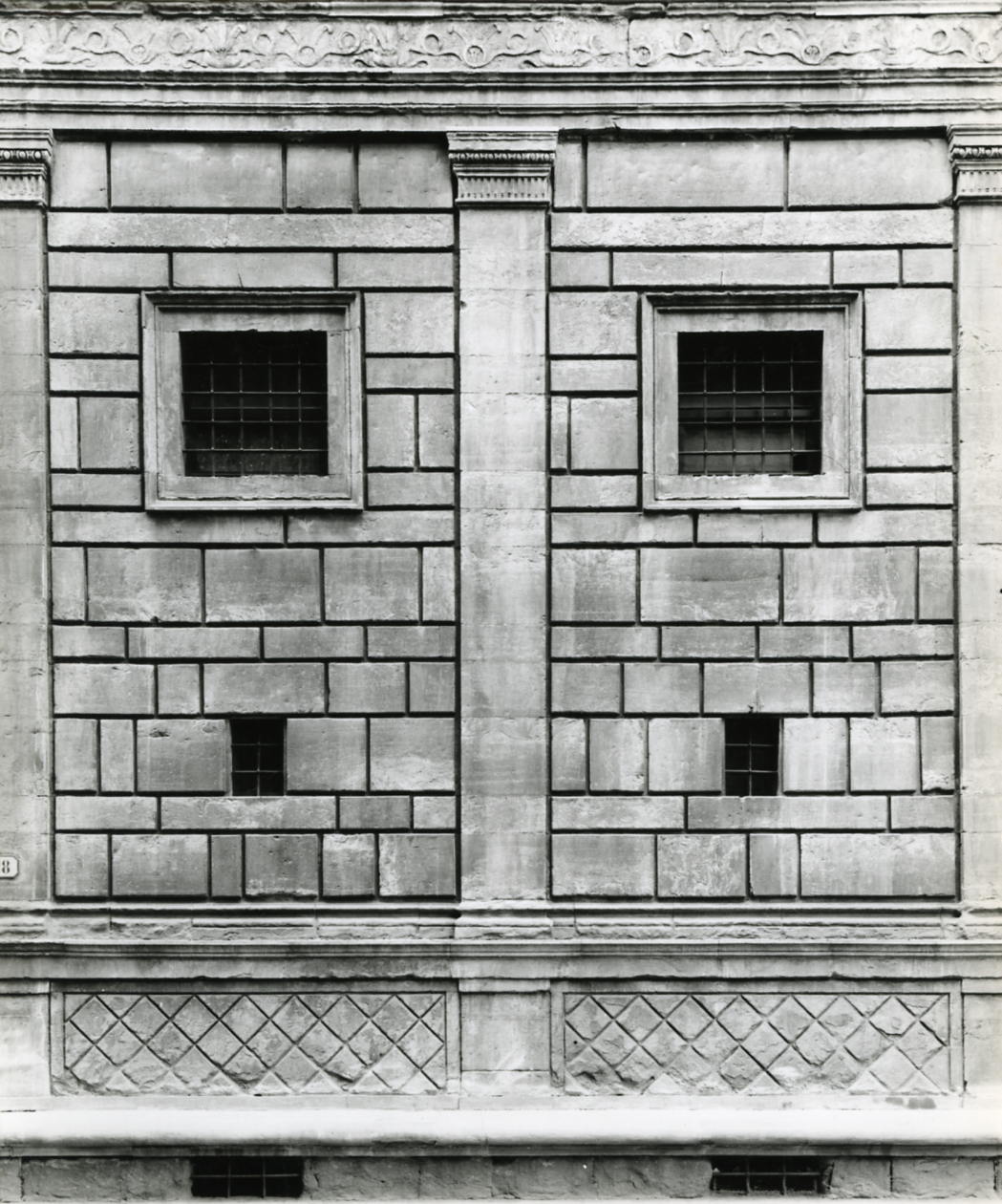
Térreo
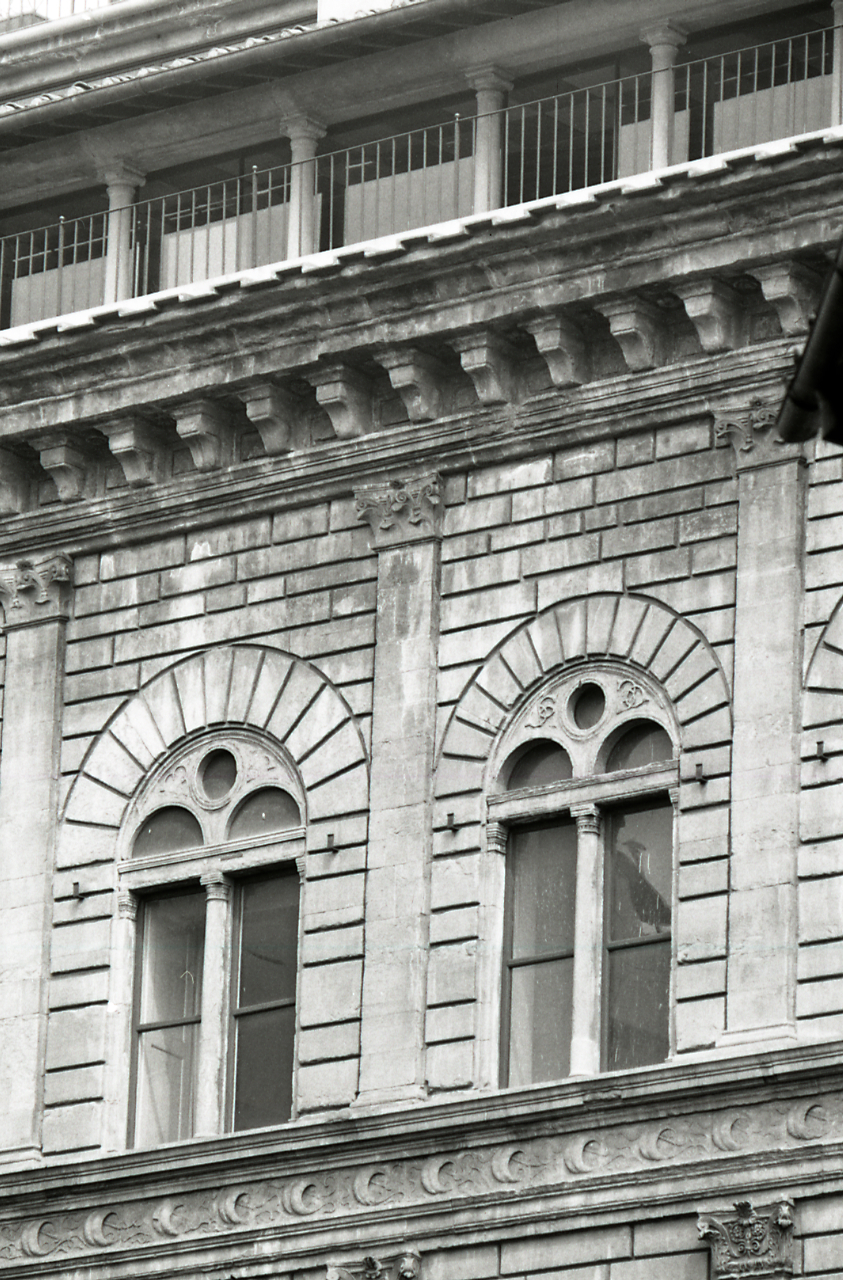
Janelas superiores

## Interior

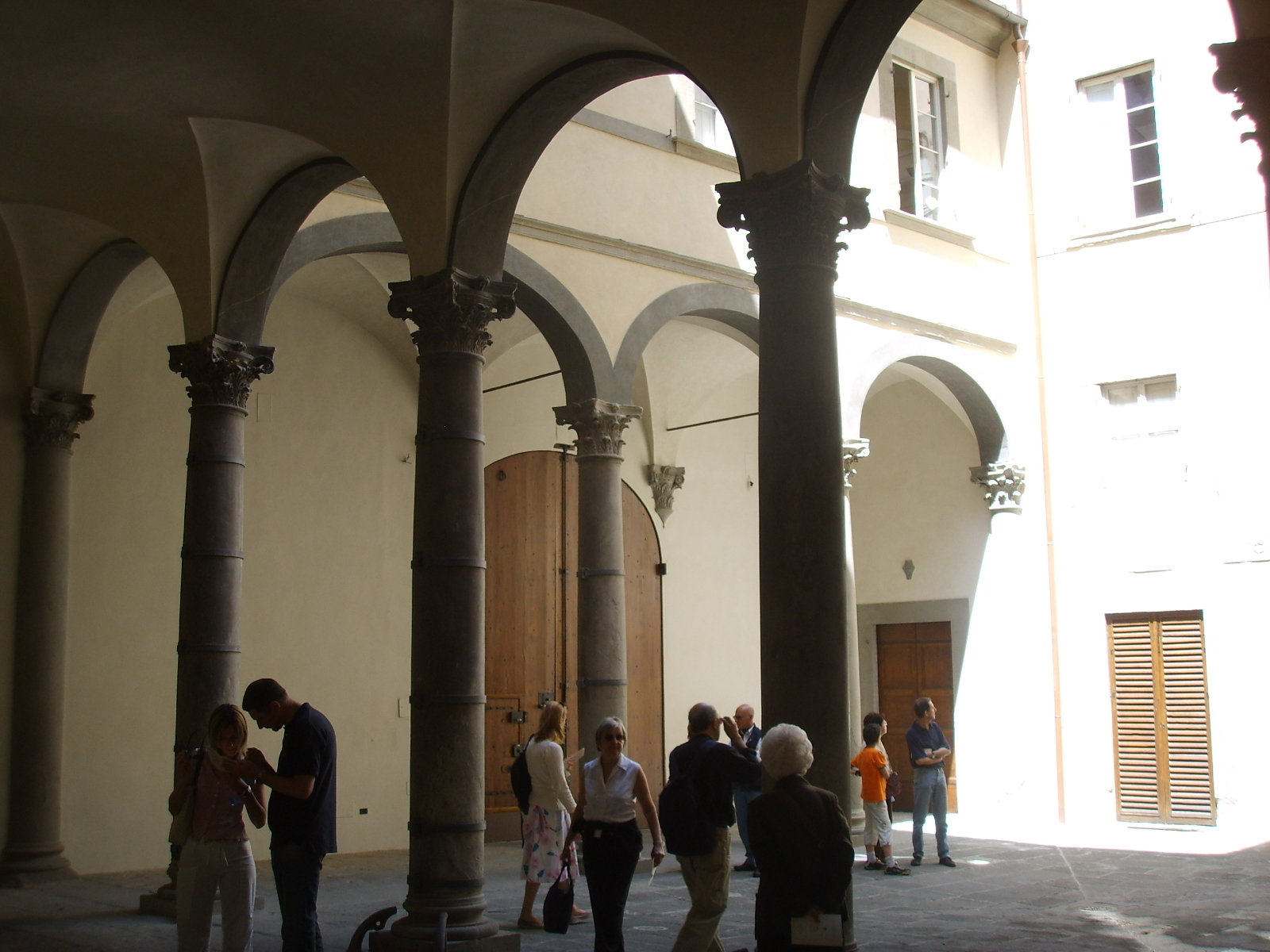
Pátio do Palácio Rucellai.

No interior do palácio é de notar o pátio renascentista, apesar do facto de actualmente dois lados das arcadas estarem tapados. Amplos arcos de volta completa estão sustentados por colunas com capitéis coríntios muito elaborados, recordando as colunas acima da porta do Batistério de São João. 
Algumas salas foram decoradas com afrescos por Gian Domenico Ferretti, Lorenzo do Moro e Pietro Anderlini.

## Monumentos relacionados
Por trás do palácio encontra-se a antiga Chiesa di San Pancrazio (Igreja de São Pancrácio), a qual contém uma outra obra-prima de Alberti, o Tempietto del Santo Sepolcro (Templo do Santo Sepúlcro), no interior da antiga nave esquerda, o único espaço ainda consagrado desta estrutura, que hospeda o Museu Marino Marini. Frente ao palácio, encontra-se a a Loggia Rucellai, igualmente da autoria de Leon battista Alberti. Também a fachada da vizinha Basílica de Santa Maria Novella foi desenhada pelo mesmo arquitecto, por encomenda de Giovanni Rucellai.

## Galeria de imagens do Palácio Rucellai

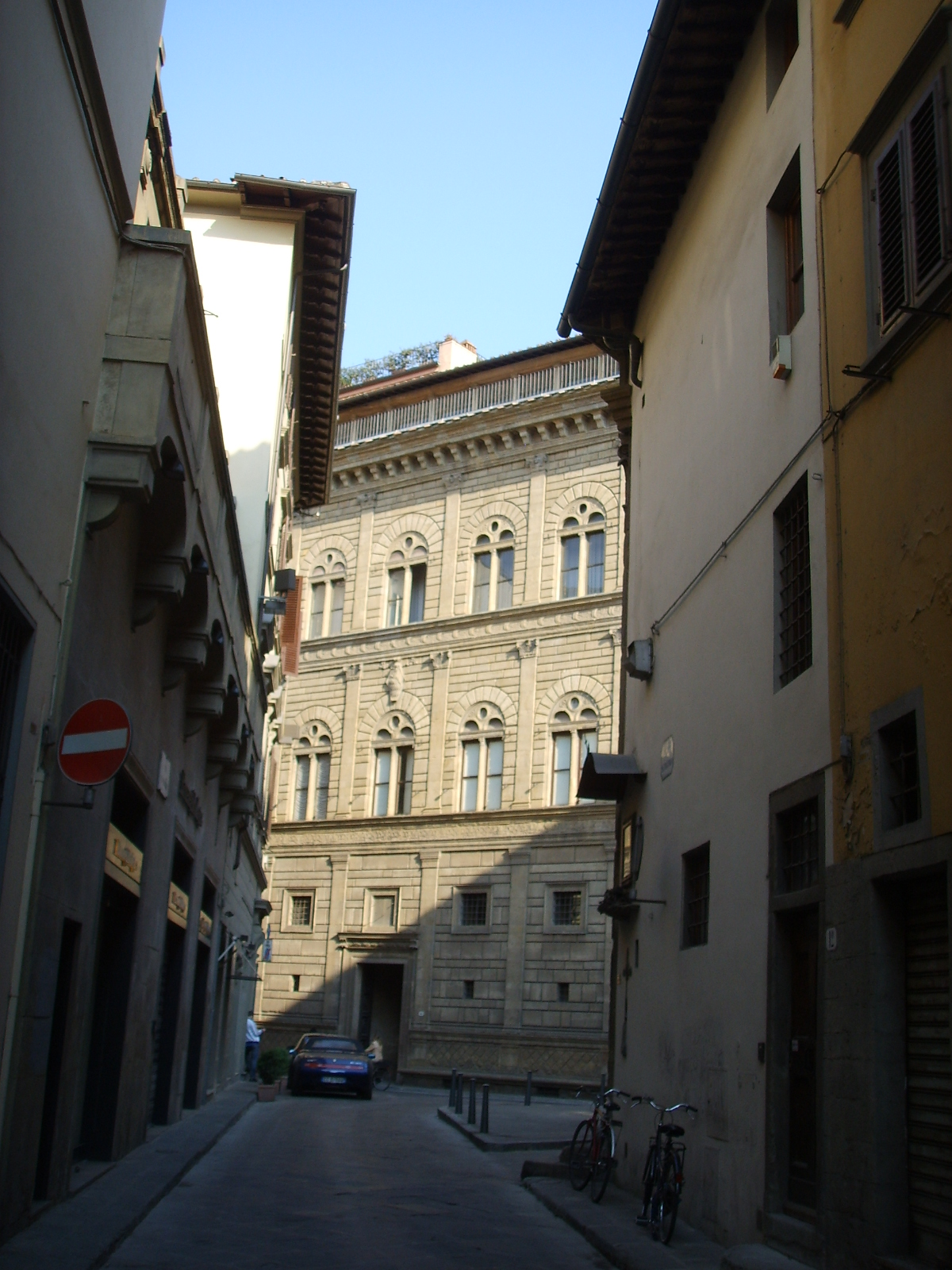
Vista do palácio, com a galeria coberta no alto
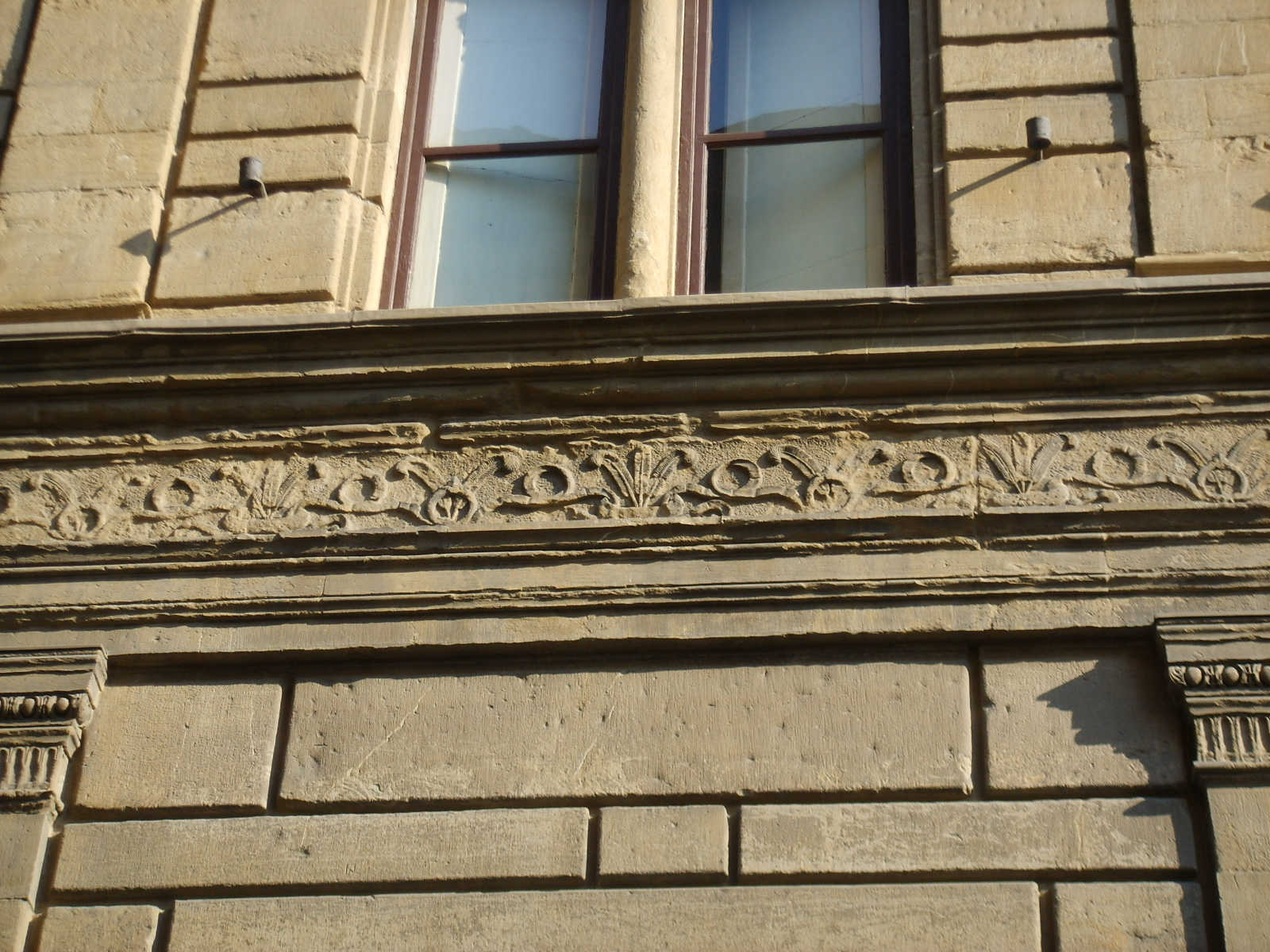
Detalhe do friso
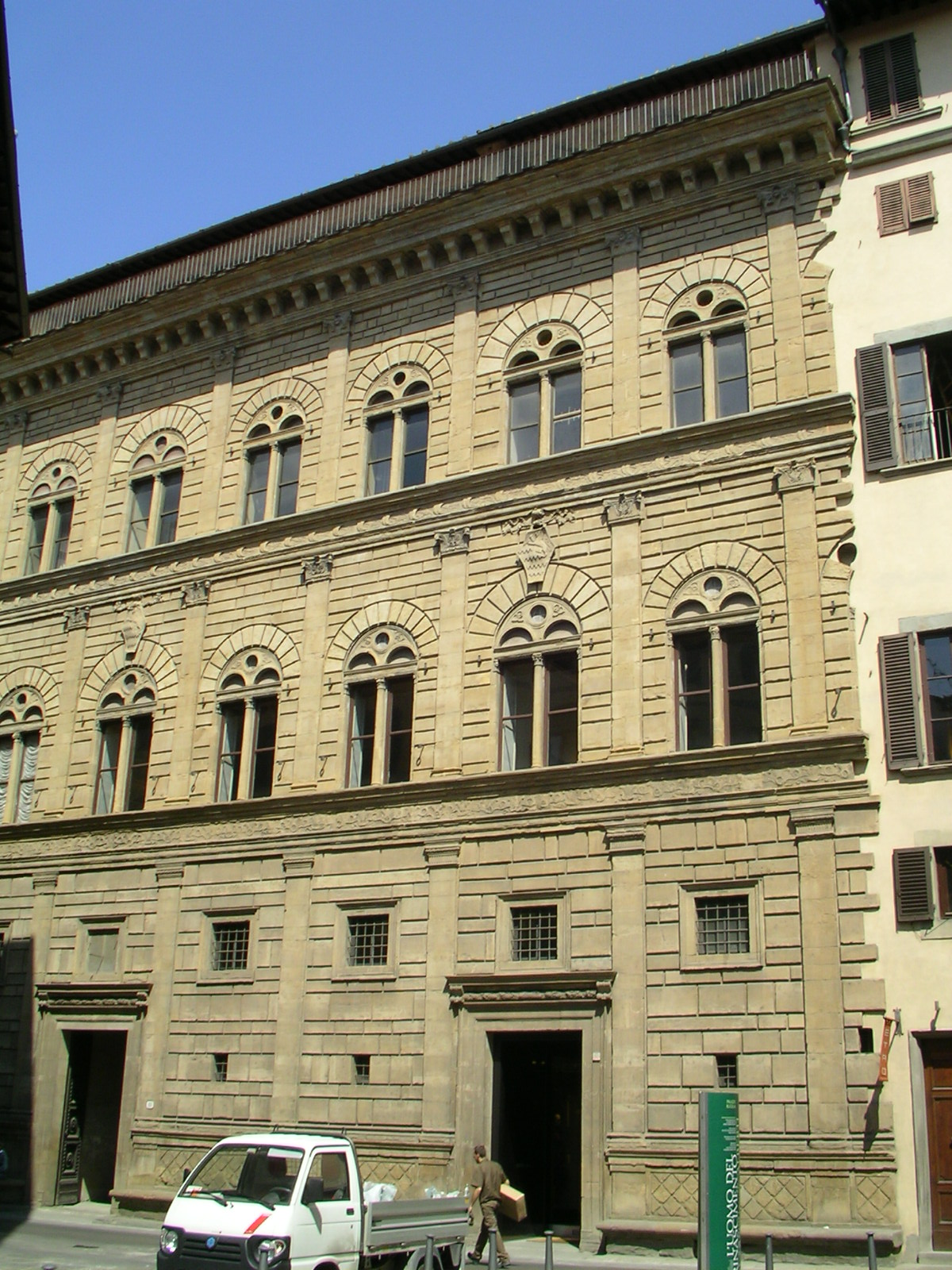
Vista parcial da fachada
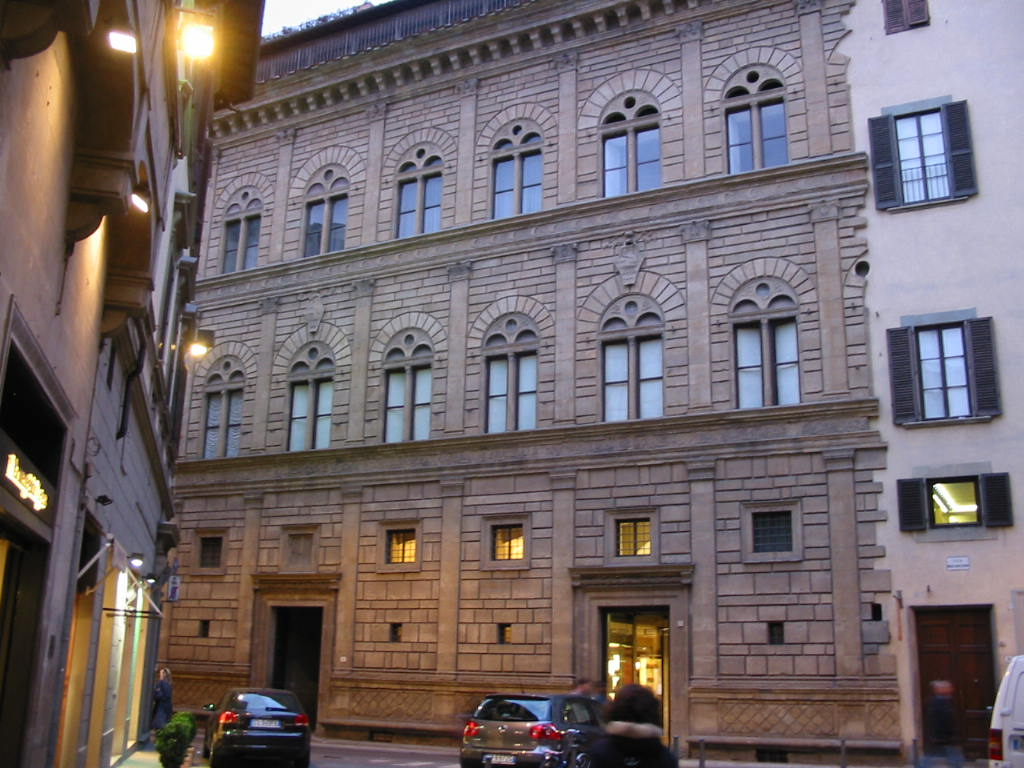
Vista parcial da fachada
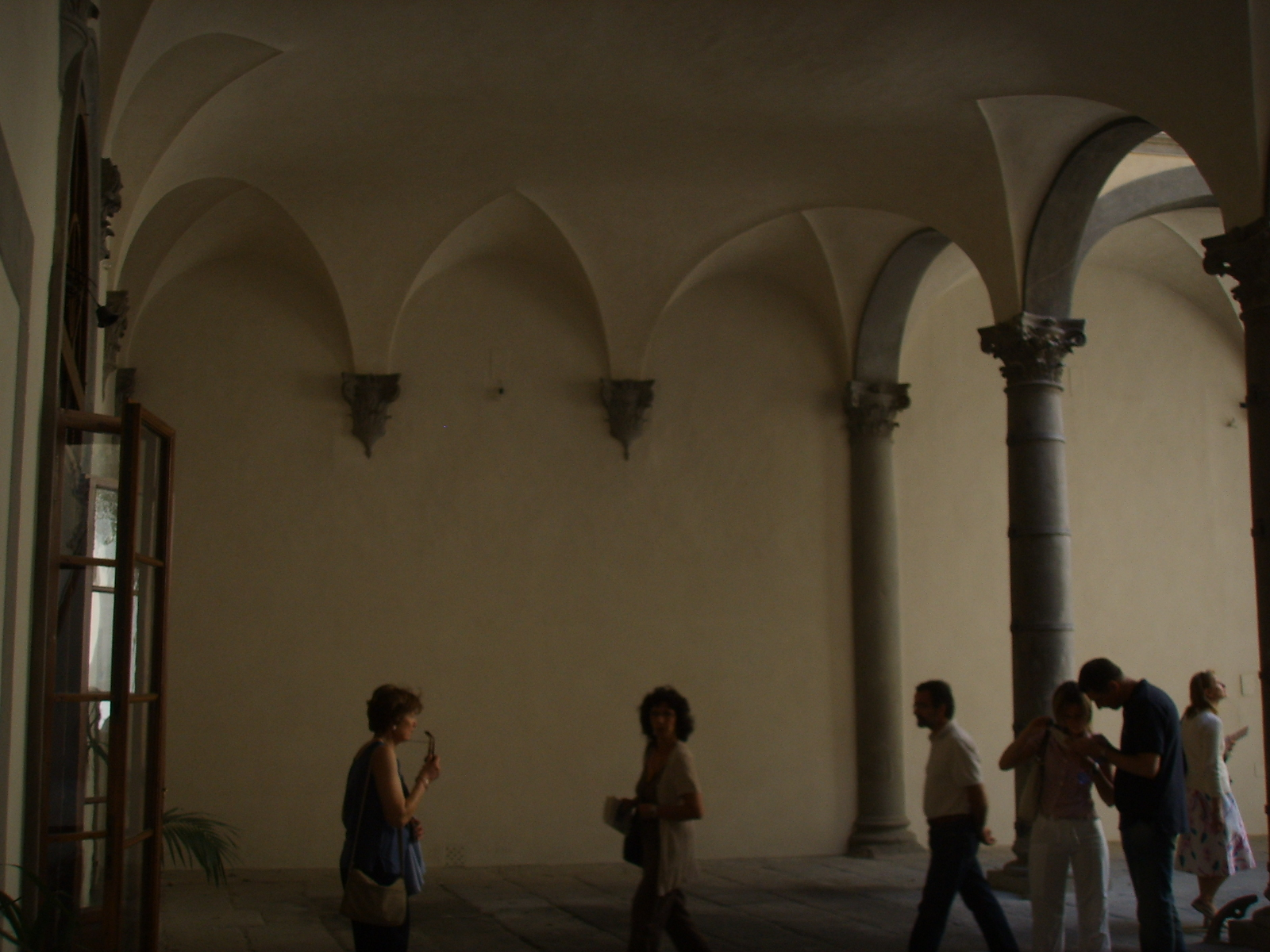
Pátio
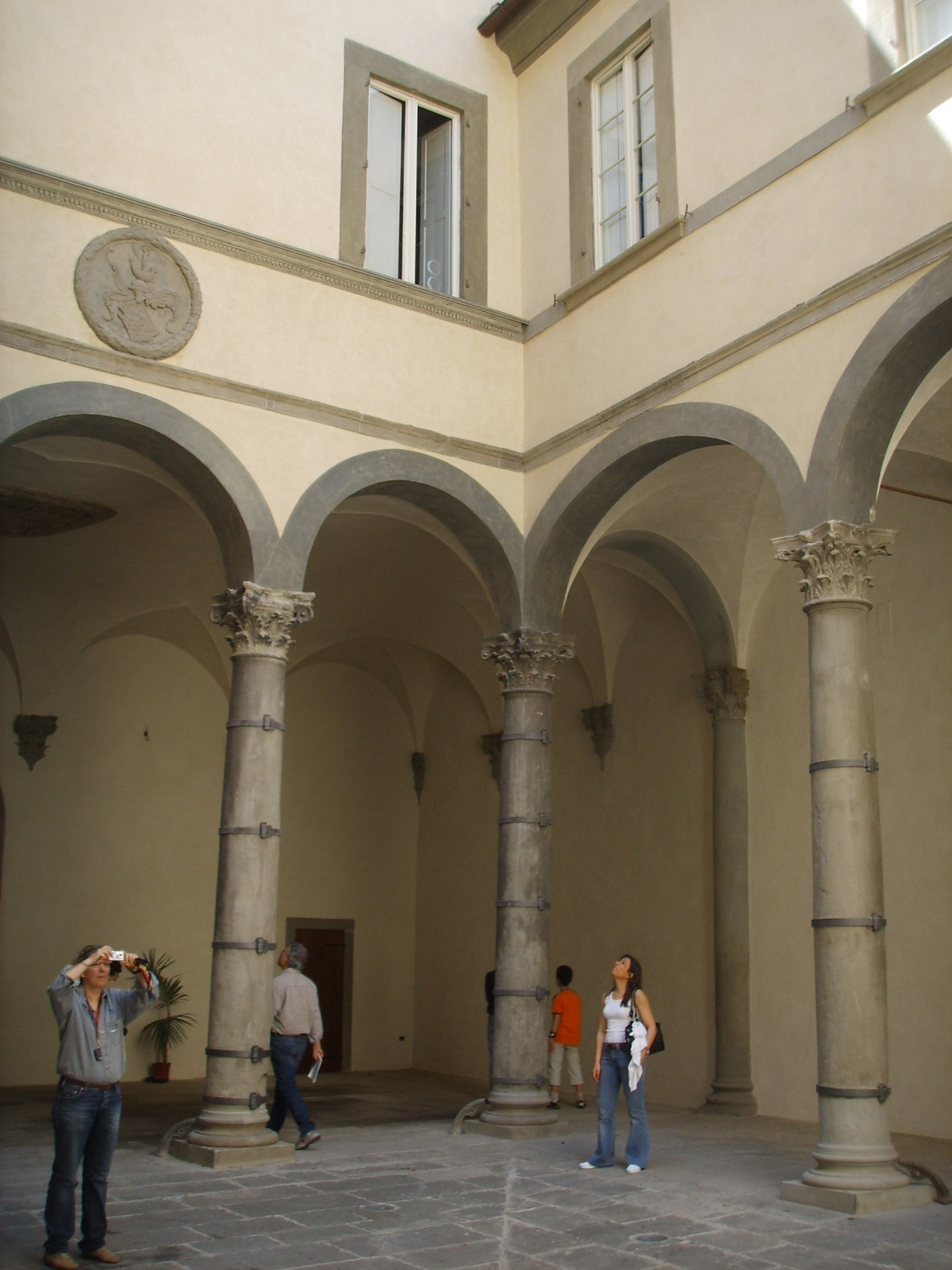
Pátio
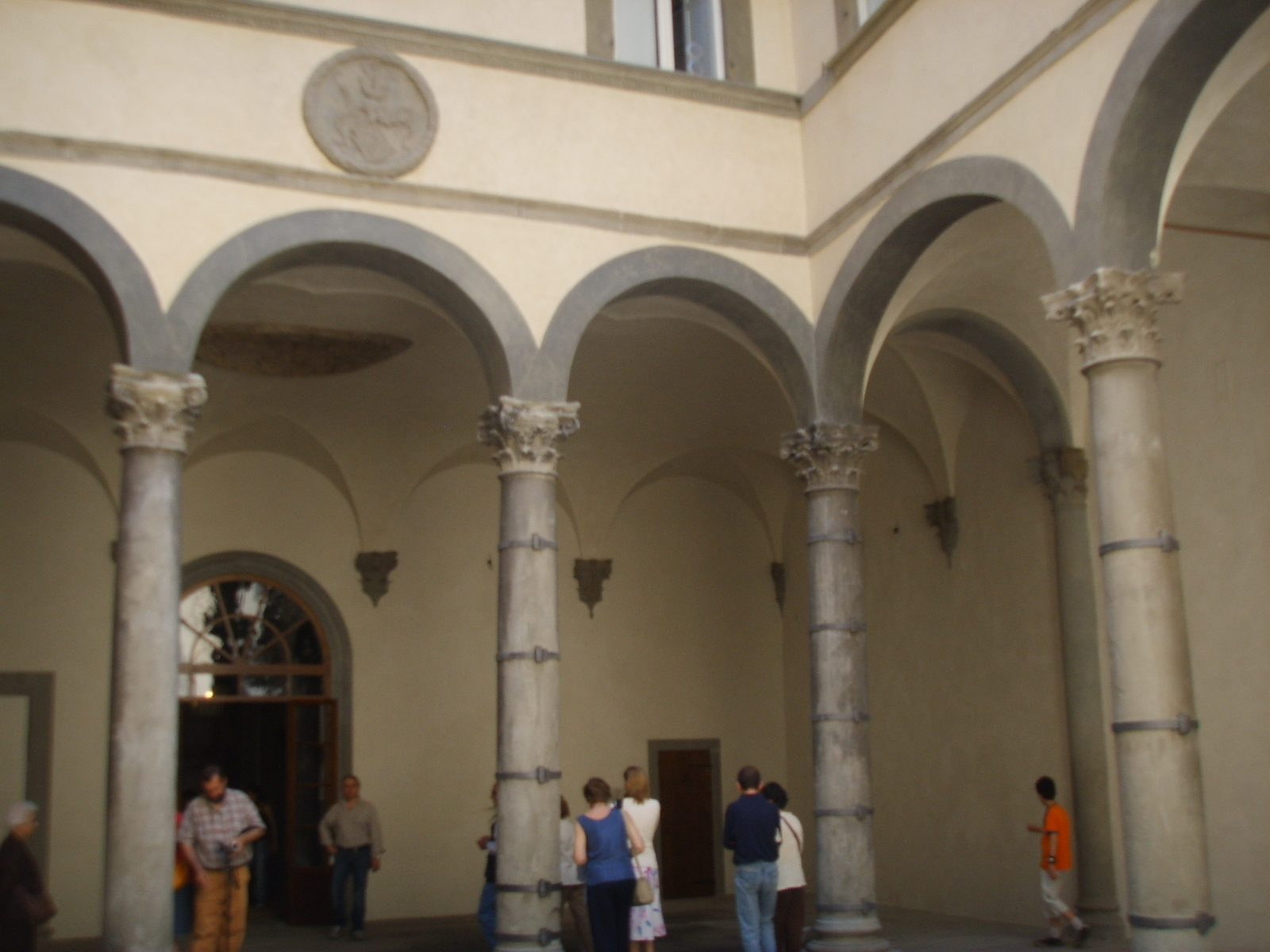
Pátio
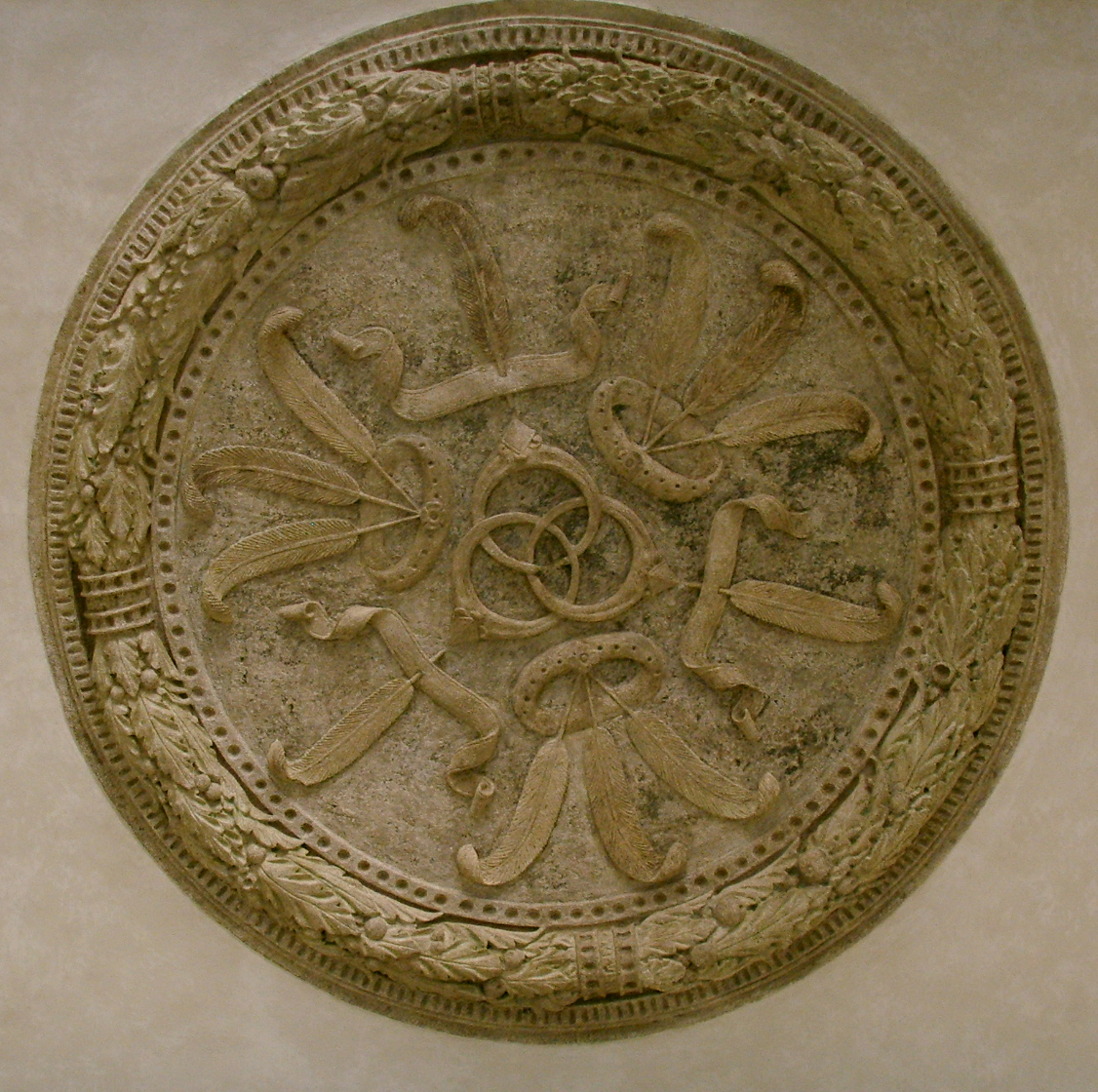
Brasão existente no pátio
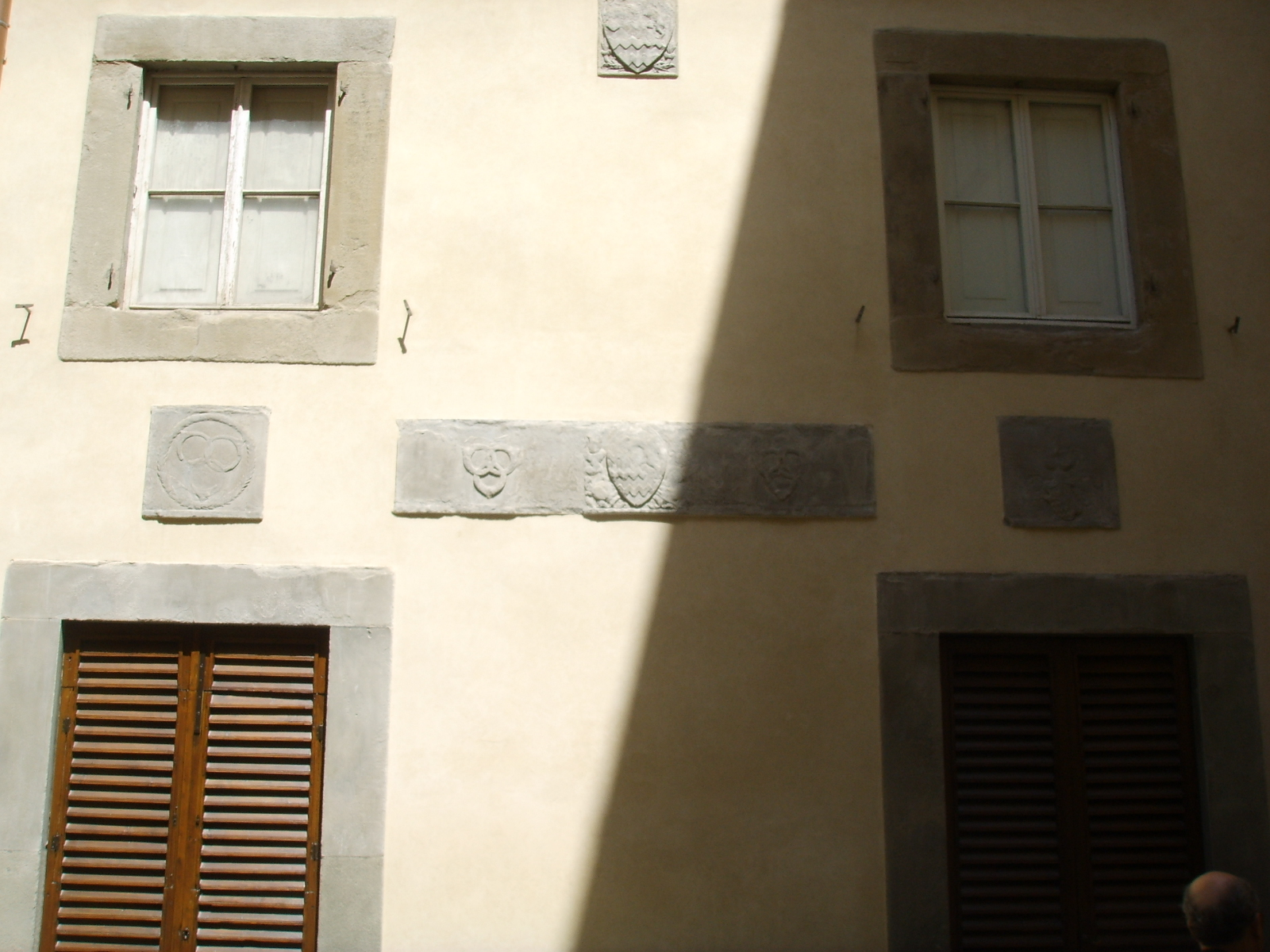
Brasões na parede do pátio
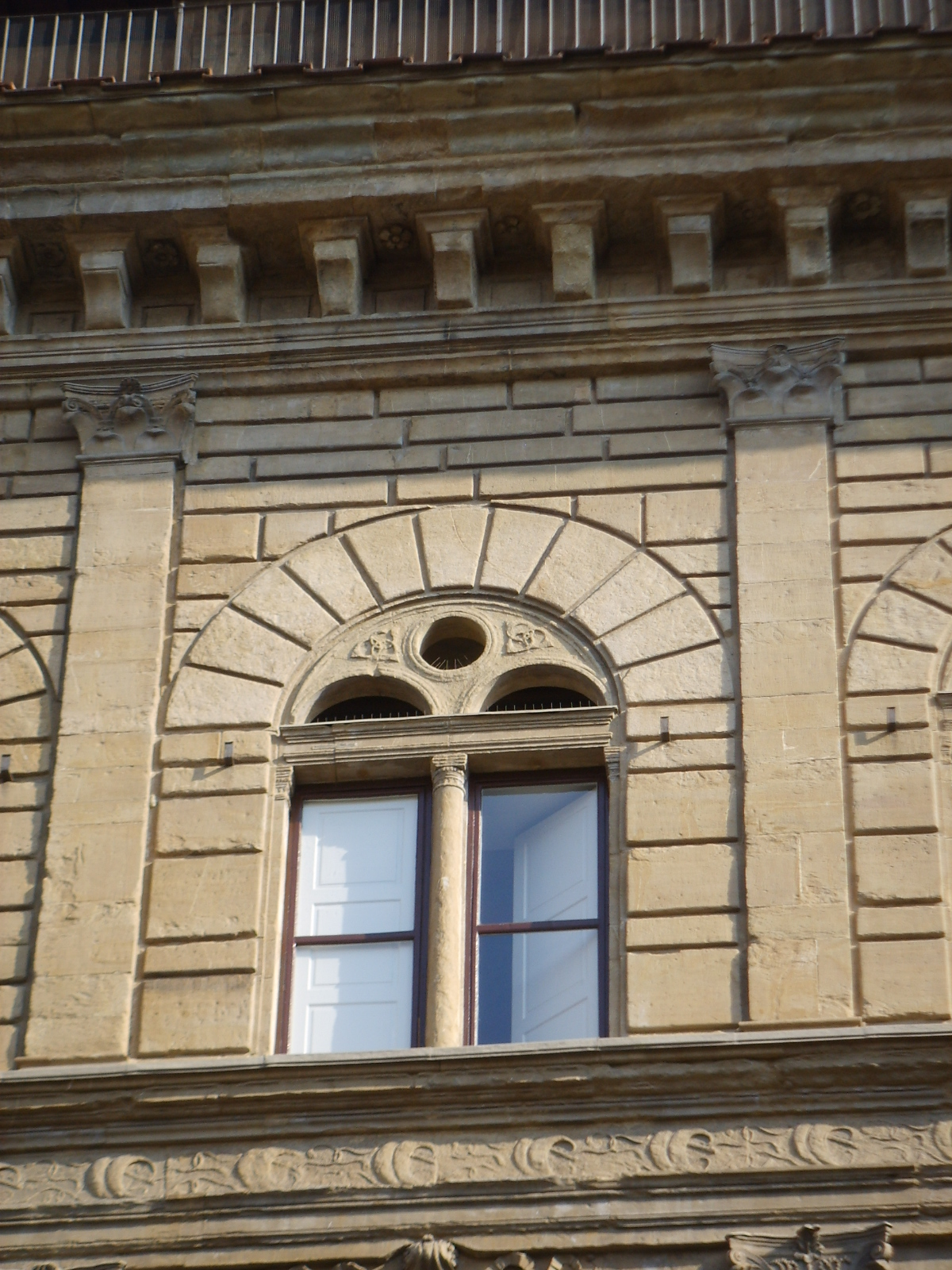
Ordem arquitectónica do segundo andar